# Godefroy Wendelin
Govaert Wendelen (em latim: Godefridus Wendelinus ou Vendelinus; Herk-de-Stad, 6 de junho de 1580 – Ghent, 24 de outubro de 1667) foi um astrônomo flamengo. Seu prenome é expresso de diversas formas, como Godefroy, Godefroid ou Gottfried, seu sobrenome como Wendelin.

## Vida e formação
Wendelen nasceu em Herk-de-Stad, no Principado-Bispado de Liège (atualmente Limburgo, Bélgica) em 6 de junho de 1580. Filho de Nicolaas, um vereador de Herk, e Elisabeth Corneli. Por conta própria observou pela primeira vez um eclipse lunar quando era estudante, em 30 de dezembro de 1591: terminou às quinze para as seis da manhã, dando-lhe apenas tempo para chegar à escola para a primeira aula às seis horas.
Depois de estudar na escola latina de Herk, matriculou-se na Universidade Antiga de Leuven, onde estudou artes liberais com Justus Lipsius. Foi amigo pessoal do sucessor de Lipsius, Erycius Puteanus. Com a intenção de estudar com Tycho Brahe Wendelinus foi para Praga, mas foi interrompido na viagem por uma doença que exigiu seu retorno aos Países Baixos. Passou então vários anos na Provença. Em 1599 estabeleceu a latitude de Marselha. Em 1600 viajou para Roma para o Ano Santo, e depois se tornou professor de matemática em Digne. Em 1604 foi professor particular na casa de André d'Arnauld em Forcalquier.
Em 1612 obteve o grau de doutor em ambas as leis pela Universidade de Orange. No mesmo ano retornou a Herk por motivos familiares e tornou-se diretor da escola de latim da cidade. Também começou a estudar para o sacerdócio e foi ordenado em Mechelen por Mathias Hovius em 4 de abril de 1620. Foi nomeado pároco de Geetbets, onde permaneceu até 1632. Seu tempo como pároco foi marcado por disputas sobre o dízimo com o abade de Vlierbeek e o reitor da Igreja de St. Denis (Liège), e mantendo um registro paroquial incomumente meticuloso. Foi durante a permanência em Geetbets que ele publicou Loxias seu de obliquitate solis (Antuérpia, Hieronymus Verdussen, 1626), uma visão crítica da astronomia antiga e medieval.
Por volta de 1630 mediu a distância entre a Terra e o Sol usando o método de Aristarco de Samos. O valor que ele calculou foi de 60% do valor verdadeiro (243 vezes a distância da Lua; o valor verdadeiro é cerca de 384 vezes; Aristarco calculou cerca de 20 vezes).
De 1633 a 1650 Wendelinus foi pároco de sua cidade natal, Herk-de-Stad. Em 1633 também recebeu uma prebenda do colegiado da igreja Condé, para fornecer uma renda que apoiaria seu trabalho científico. Isso levou a contatos com a Universidade de Douai e com pesquisadores do início da cronologia cristã. Um de seus principais trabalhos, Eclipses lunares ab anno 1573 ad 1643 observatae (Eclipses lunares observados entre 1573 e 1643), foi publicado durante este período.
Em 1648 foi nomeado vicário judicial da diocese de Tournai, assumindo o cargo em 1649. Em 1652 seu Teratologia Cometica, contendo uma defesa da astronomia heliocêntrica, foi impressa em Tournai, dedicado a Jean-Jacques Chifflet.
Durante sua vida Wendelin foi reconhecido internacionalmente como astrônomo, correspondendo-se com Marin Mersenne, Pierre Gassendi e Constantijn Huygens. Morreu em Ghent em 24 de outubro de 1667.

## Obras

### Principais publicações
- (1626) Loxias seu de obliquitate solis, Antwerp, apud Hieronymum Verdussium
- (1632) Aries seu Aurei Velleris encomium
- (1637) De tetracty Pythagorae dissertatio epistolica, ad Erycium Puteanum
- (1643) Arcanorum caelestium Lampas τετράλυχνος, Brussels
- (1644) Eclipses lunares ab anno 1573 ad 1643 observatae, Antwerp, apud Hieronymum Verdussium;
- (1647) De causis naturalibus, pluviae purpureae Bruxellensis, Brussels
- (1649) Leges salicae illustratae, Antwerp
- (1652) Teratologia cometica
- (1658) Arcanorum caelestium Sphinx et Oedipus seu Lampas δωδεκράλυχνος, Tournai.

### Outras publicações
- (1629) De diluvio liber primus, Antwerp;
- (1629) De diluvio liber secundus (incomplete);
- (1630) Parapegma ou Kalendrier pour l’an de Iesus Christ MDCXXXI ;
- (1636) In id Psalmorum “Salvabis, Domine, homines et iumenta et lebes spei meae” ;
- (1643) Censura et iudicium de falsitate Bruxellensis ;
- (1647) Pluviae purpureae Bruxellensis, Paris;
- (1655) Duorum eminentissimorum S.R.E. luminum Petri Aloysii Carafae ;
- (1655) Clementis apostoli Epistolarum encycliarum altera ;
- (1655) Epistola didactica de Calcedonio lapide seu gemma gnostica ;
- (1659) Gnome orthodoxa temporum sacrorum inde a Petro apostolorum principe ad Alexandrum VII usque usitatorum.
- Wendelin is also the author of an anonymous pamphlet (32 pages) on local political bickering in Herk during his pastorate there. Printed without title, date or address (probably Liège, Christian Ouwerk, 1645), it begins with La Ville de Wuest-Herck, que les anciens documens... escriuent Harck (Welkenhuysen, 2000:445).[4]